# Horace Mann
Horace Mann (Boston, 25 de febrero de 1844 - 11 de noviembre de 1868) fue un botánico, micólogo y pteridólogo estadounidense.

## Biografía
Fue el hijo mayor del conocido educador Horace Mann Sr. Recibió buena parte de su educación de su padre, que fomentó el interés por la naturaleza. Se matriculó en la Escuela Científica Lawrence, donde tomó cursos de zoología con Louis Agassiz y en botánica con Asa Gray. Aconsejado por él, acompañó a William T. Brigham a Hawái, en 1864. A su regreso, Mann se especializó en la flora de Hawái; y preparó un "Enumeratio of Hawaiian Plants" para su tesis, que obtuvo en 1867. Gray, aparentemente esperaba desarrollarlo como sucesor en el trabajo botánico de la Universidad de Harvard, y puso a Mann a cargo del jardín botánico y del "Departamento de botánica" cuando se fue a Europa en septiembre de 1868. Pero, Mann, que nunca había sido saludable, murió de tuberculosis el 11 de noviembre de 1868.

## Honores

### Eponimia
- (Asteraceae) Hesperomannia A.Gray[1]
- La abreviatura «H.Mann» se emplea para indicar a Horace Mann como autoridad en la descripción y clasificación científica de los vegetales.[2]